# La Vallée (roman)
Pour les articles homonymes, voir La Vallée et La Vallée (homonymie).
La Vallée est un roman policier français écrit par Bernard Minier, publié chez XO éditions en 2020. C'est le huitième roman publié par l'auteur et le sixième de la série consacrée aux enquêtes du commandant Martin Servaz.

## Intrigue
Martin Servaz est capitaine de police à la SRPJ de Toulouse. Il est suspendu à la suite d'une initiative prise sans avertir sa hiérarchie qui a eu pour conséquence la mort d'un suspect.
Il reçoit un appel d'une ancienne amie, Marianne, qui, enlevée il y a huit ans, aurait échappé à ses ravisseurs. D'après des éléments de la courte conversation brusquement interrompue, il suppose qu'elle se cache dans une forêt près de l'abbaye des Hautsfroids, située dans une vallée isolée des Pyrénées. Il se rend donc dans le village voisin, Aigues-Vives, pour tenter de la retrouver. Il rencontre, à l'abbaye des Hautsfroids, le Père Adriel qui demande aux moines de fouiller la forêt autour du monastère.
À Aigues-Vives, la gendarmerie est mobilisée car deux meurtres particulièrement atroces ont eu lieu dans les environs. Servaz, venu à la gendarmerie signaler qu'une femme disparue était probablement dans la forêt voisine du village retrouve Irène Ziegler qui dirige la section de recherche de gendarmerie de Pau, avec qui il avait déjà mené plusieurs enquêtes.
Grâce à ses relations, Servaz peut participer à l'enquête « en tant qu'observateur » et, parallèlement, rechercher Marianne en profitant de l'aide officieuse de la gendarmerie.
Un éboulement ayant coupé la seule route qui conduit à Aigues-Vives, le ou les meurtriers n'ont probablement pas pu quitter le village. La peur gagne les habitants dont un groupe, mené par un opposant à la maire, manifeste devant la mairie et la gendarmerie.

## Personnages principaux
- Martin Servaz : capitaine de police à la SRPJ de Toulouse
- Léa Delambre : médecin au pôle enfants de l'hôpital de Purpan à Toulouse, amie de Martin
- Gustav : fils de Servaz
- Marianne Bokhanovsky : mère de Gustav, enlevée huit ans auparavant
- Éloi Enguehard : capitaine de gendarmerie à Aigues-Vives
- Irène Ziegler : responsable de la section de recherche de gendarmerie de Pau
- Père Adriel : supérieur de l'abbaye des Hautsfroids
- Frère Anselme : prieur de l'abbaye des Hautsfroids
- Isabelle Thorès : maire d'Aigues-Vives
- William Guerrand :  opposant à la maire
- Gabriela Dragoman : psychiatre installée à Aigues-Vives
- Gildas Delahaye : professeur à Aigues-Vives
- Mathis : fils des propriétaires de l'hôtel-restaurant
- Théo : enfant fugueur dont le père souffre d'un stress post-traumatique
- Martial Hosier : gynécologue, père d'une victime
- François Marchasson : soupçonné d'avoir séquestré Marianne

## Éditions
- Bernard Minier, La Vallée, Paris, XO éditions, 2020, 522 p.  (ISBN 978-2-37448-190-6)
- Bernard Minier, La Vallée, Paris, Pocket no 18167, 2021, 576 p.  (ISBN 978-2-266-31547-0)